# Morositas
Le Morositas sono caramelle gommose alla liquirizia prodotte e distribuite dalla Perfetti Van Melle.

## Promozione
(Jingle dello spot televisivo.)
La prima campagna pubblicitaria televisiva del prodotto venne prodotta nel 1984 ed era composta da brevi spot di pochi secondi in cui alcuni giovani attori facevano una battuta a doppio senso, che nel finale dello spot faceva capire allo spettatore che il riferimento della battuta fossero appunto le caramelle Morositas. Fra i protagonisti di questi spot si può citare l'esordiente Carmen Russo. Negli spot trasmessi dal 1986 fu lanciato un jingle, che divenne piuttosto celebre, e come protagonista venne scelta la modella Cannelle che rimase testimonial delle caramelle per dieci anni: anche le successive testimonial saranno ragazze di colore.

## Varianti
Nel corso degli anni sono state prodotte numerose varianti del prodotto che si sono affiancate alle classiche Morositas gommose alla liquirizia. Queste varianti vanno dalle Morositas Sugar Free (al gusto liquirizia ed agli agrumi) alle Morositas Berry (alla liquirizia ed ai gusti lampone e mora) e che si differenziano dal prodotto classico anche per la confezione.